# Lista de bancos de Angola
Esta é a listagem de bancos angolanos.
O Banco Nacional de Angola (BNA), o banco central de Angola, é a instituição de supervisão de todas as instituições financeiras do país, tendo licenciado vinte e três bancos a oferecerem serviços bancários no mercado nacional, listados no quadro abaixo.
| Nome completo                             | Sigla | Código SWIFT | Website                          | Comentários                                                                          |
| ----------------------------------------- | ----- | ------------ | -------------------------------- | ------------------------------------------------------------------------------------ |
| Banco Angolano de Investimentos           | BAI   | BAIPAOLUXXX  | http://www.bancobai.ao/          | Sociedade anônima de capital aberto                                                  |
| Banco Angolano de Negócios e Comércio     | BANC  | ANCEAOLUXXX  | http://www.banc.co.ao/           | -                                                                                    |
| Banco BIC Angola                          | BIC   | BCCBAOLUXXX  | http://www.bancobic.ao/          | -                                                                                    |
| Banco Comercial Angolano                  | BCA   | COMLAOLUXXX  | http://www.bca.co.ao/            | -                                                                                    |
| Banco de Comércio e Indústria             | BCI   | BCIDAOLUXXX  | http://www.bci.ao/               | Controlado pelo Grupo Carrinho                                                       |
| Banco de Desenvolvimento de Angola        | BDA   | BDAAAOLUXXX  | http://www.bda.ao/               | Propriedade do Estado                                                                |
| Banco Económico (Angola)                  | BE    | BESCAOLUXXX  | http://www.bancoeconomico.ao     | Controlado pelo Grupo Económico - Fundo de Capital de Risco de Subscrição Particular |
| Banco de Fomento Angola                   | BFA   | BMFXAOLUXXX  | http://www.bfa.ao/               | Grupo BPI 50.1%, Unitel S.A. 49.9%                                                   |
| Banco de Investimento Rural               | BIR   | BIRVAOLUXXX  | http://www.bir.ao                | Banco de capital privado                                                             |
| Banco Privado Atlântico                   | BPA   | PRTLAOLUXXX  | http://www.atlantico.ao/         | -                                                                                    |
| Banco de Poupança e Crédito               | BPC   | BPCLAOLUXXX  | http://www.bpc.ao/               | Propriedade do Estado                                                                |
| Banco de Negócios Internacional           | BNI   | BNICAOLUXXX  | http://www.bni.ao/               | -                                                                                    |
| Banco Keve                                | KEVE  | BRDKAOLUXXX  | http://www.bancokeve.ao/         | -                                                                                    |
| Banco Prestígio S.A                       | BPR   | PRTSAOLU     | http://www.bancoprestigio.ao/    |                                                                                      |
| Banco Sol                                 | -     | SOLOAOLUXXX  | http://www.bancosol.ao/          | -                                                                                    |
| Banco Caixa Geral Angola                  | BCGA  | BCGTAOLUXXX  | http://www.caixatotta.ao         | -                                                                                    |
| Banco Millennium Atlântico                | BMA   | BCOMAOLUXXX  | https://www.atlantico.ao         | Millennium BCP (Portugal) 52.7%, Sonangol 31.5%, Banco Privado Atlântico 15.8%       |
| Banco VTB-África                          | VTB   | VTBLAOLUXXX  | http://www.vtb.ao                | VTB Bank                                                                             |
| Access Bank Angola, S.A.                  | -     | FBCOAOLUXXX  | http://angola.accessbankplc.com  | Access Bank PLC                                                                      |
| Banco BAI Micro Finanças                  | BMF   | NOSAAOLUXXX  | http://www.bancobmf.ao/          | Anteriormente era Novo Banco                                                         |
| Banco Kwanza Invest                       | BKI   | BQCAAOLUXXX  | http://www.bancokwanzainvest.com | Anteriormente chamado Quantum                                                        |
| Banco Comercial do Huambo                 | BCH   | BCHUAOLUXXX  | http://www.bch.co.ao/            | -                                                                                    |
| Standard Bank Angola                      | SBA   | SBICAOLUXXX  | http://www.standardbank.co.ao    | -                                                                                    |
| Banco de Poupança e Promoção Habitacional | BPPH  | -            | -                                | -                                                                                    |
| Banco Valor S.A.                          | BVB   | BVBXAOLUXXX  | https://www.bancovalor.ao/       | -                                                                                    |